# Jonchery
Jonchery è un comune francese di 1 018 abitanti situato nel dipartimento dell'Alta Marna nella regione del Grande Est.

## Società

### Evoluzione demografica
Abitanti censiti